# Аблязово (Сарактаський район)
Абля́зово (рос. Аблязово) — село у складі Сарактаського району Оренбурзької області, Росія.

## Населення
Населення — 137 осіб (2010; 167 у 2002).
Національний склад (станом на 2002 рік):
- татари — 92 %